# Diócesis de Yuci
La diócesis de Yuci o de Yütze (en latín: Dioecesis Iuzeana y en chino: 天主教榆次教区) es una circunscripción eclesiástica de la Iglesia católica en China. Se trata de una diócesis latina, sufragánea de la arquidiócesis de Taiyuan. Desde el 23 de septiembre de 2014 es sede vacante, aunque para el Anuario Pontificio lo es desde el 11 de noviembre de 1957. El 15 de julio de 1982 la Asociación Patriótica Católica China la renombró a diócesis de Jinzhong, sin asentimiento de la Santa Sede.

## Territorio y organización
La diócesis extiende su jurisdicción sobre los fieles católicos de rito latino residentes en parte de la provincia de Shanxi.
La sede de la diócesis se encuentra en el distrito de Yuci, en la ciudad prefectura de Jinzhong, en donde se halla la Catedral de San José.
Para 1950 el Anuario Pontificio no publicó el número de parroquias.

## Historia
La prefectura apostólica de Yuci fue erigida el 17 de junio de 1931 mediante el breve Cum Minister del papa Pío XI, obteniendo el territorio del vicariato apostólico de Taiyuanfu (hoy arquidiócesis de Taiyuan).
El 9 de marzo de 1944 la prefectura apostólica fue elevada al rango de vicariato apostólico con la bula Apostolicam de Yütze del papa Pío XII.
El 11 de abril de 1946 el vicariato apostólico fue elevado a diócesis con la bula Quotidie Nos del papa Pío XII.
En julio de 1948 el Partido Comunista de China capturó Jinzhong, se impuso en la guerra civil y proclamó la República Popular China el 1 de octubre de 1949. El 4 de septiembre de 1951 China comunista expulsó al nuncio apostólico Antonio Riberi y la Santa Sede continuó reconociendo a la República de China en Taiwán como el legítimo gobierno chino. Todos los misioneros extranjeros fueron expulsados de China comunista en 1952.
La Asociación Patriótica Católica China fue creada con el apoyo de la Oficina de Asuntos Religiosos de la República Popular de China en 1957, con el objetivo de controlar las actividades de los católicos en China. Su nombre público es Iglesia católica china y es referida como la "Iglesia oficial" en contraposición a la "Iglesia subterránea" o "Iglesia clandestina" leal a la Santa Sede.
Con la expulsión de los misioneros extranjeros, la diócesis quedó vacante hasta 1953 cuando, clandestinamente, el sacerdote Anthony Humilis Yang Guangqi fue consagrado obispo: sin embargo, pronto fue arrestado y murió en prisión en 1957. Desde entonces la diócesis quedó vacante, también porque. 
En el período de 1966 a 1976 la Revolución Cultural se ensañó especialmente contra la religión, destruyéndose numerosas iglesias y cesaron todas las actividades religiosas en la diócesis. La diócesis reasumió sus actividades en la década de 1980.
El 15 de julio de 1982 la Asociación Patriótica Católica China la renombró a diócesis de Jinzhong, sin asentimiento de la Santa Sede.
El 14 de septiembre de 1999 fue ordenado un nuevo obispo, Jean-Baptiste Wang Jin.
En 2014 se inauguró un monasterio femenino de vida contemplativa, el "monasterio Jardín de San Agustín", el primer monasterio de clausura que existe en China desde la llegada del comunismo en 1949.
El 22 de septiembre de 2018 se firmó en Pekín el Acuerdo provisional entre la Santa Sede y la República Popular de China sobre el nombramiento de los obispos. El 22 de octubre de 2020 el acuerdo fue prorrogado por otros dos años y en octubre de 2022 por otros dos años más.
Debido a la situación particular de la Iglesia católica en China, la Santa Sede no nombra obispos para las diócesis chinas, que son sedes oficialmente vacantes incluso en presencia de obispos reconocidos por Roma.
El 20 de enero de 2025 el Boletín diario de la sala de prensa de la Santa Sede informó que el 28 de octubre de 2024 el papa Francisco había suprimido la diócesis de Fenyang. Parte de su territorio, los condados de Pingyao y Jiexiu, fueron incorporados a la diócesis de Yuci.

## Estadísticas
Según el Anuario Pontificio 1951 la diócesis tenía a fines de 1950 un total de 15 410 bautizados.
| Año                                                                             | Población            | Población | Población      | Sacerdotes | Sacerdotes    | Sacerdotes    | Bautizados por sacerdote | Diáconos permanentes | Religiosos | Religiosos | Parroquias |
| Año                                                                             | Bautizados católicos | Total     | % de católicos | Total      | Clero secular | Clero regular | Bautizados por sacerdote | Diáconos permanentes | Varones    | Mujeres    | Parroquias |
| ------------------------------------------------------------------------------- | -------------------- | --------- | -------------- | ---------- | ------------- | ------------- | ------------------------ | -------------------- | ---------- | ---------- | ---------- |
| 1950                                                                            | 15 410               | 1 500 000 | 1.0            | 23         | 8             | 15            | 670                      |                      | 5          | 38         |            |
| Fuente: Catholic-Hierarchy, que a su vez toma los datos del Anuario Pontificio. |                      |           |                |            |               |               |                          |                      |            |            |            |

Según estadísticas reportadas por la Agencia Fides, «la diocesi conta oltre 20 mila fedeli, una trentina di sacerdoti, 29 seminaristi e una trentina di religiose della congregazione diocesana dell'Assunzione».

## Episcopologio
- Pietro Ermenegildo Focaccia, O.F.M. † (16 de enero de 1932-12 de agosto de 1953 falleció)
- Anthony Humilis Yang Kuang C'hi, O.F.M. † (20 de septiembre de 1955-11 de noviembre de 1957 falleció)
  - Sede vacante
  - Wang Yu-tian † (1991 consagrado-1999 falleció)
  - Jean-Baptiste Wang Jin † (14 de septiembre de 1999 consagrado-23 de septiembre de 2014 falleció)